# Vincent Jatta
Vincent Jatta (* um 1964 in Darsilami; † 25. Dezember 2007 in Banjul) war ein gambischer Offizier.

## Leben
Jatta trat 1987 in die Gambia Armed Forces (GAF) ein. Er erreichte den Rang eines Lieutenant Colonel und diente in der Armee von November bis Dezember 2004 als Oberbefehlshabers der Streitkräfte (CDS), bevor er abgesetzt wurde. Er wurde im März 2006 im Zusammenhang mit dem gescheiterten Putsch verhaftet, aber am 6. Juni 2007 freigelassen.
Wegen einer plötzlichen Erkrankung wurde er am 21. Dezember 2007 ins Royal Victoria Teaching Hospital (RVTH) gebracht. Er starb vier Tage später im Alter von 43 Jahren.

## Ehrungen und Auszeichnungen
- Im Juni 2020 wurde das Medizinische Zentrum des Militärpostens in Sibanor nach ihm benannt (The late Lt. Col. Vincent Jatta Clinic).[4]